# Nukleáris fegyver

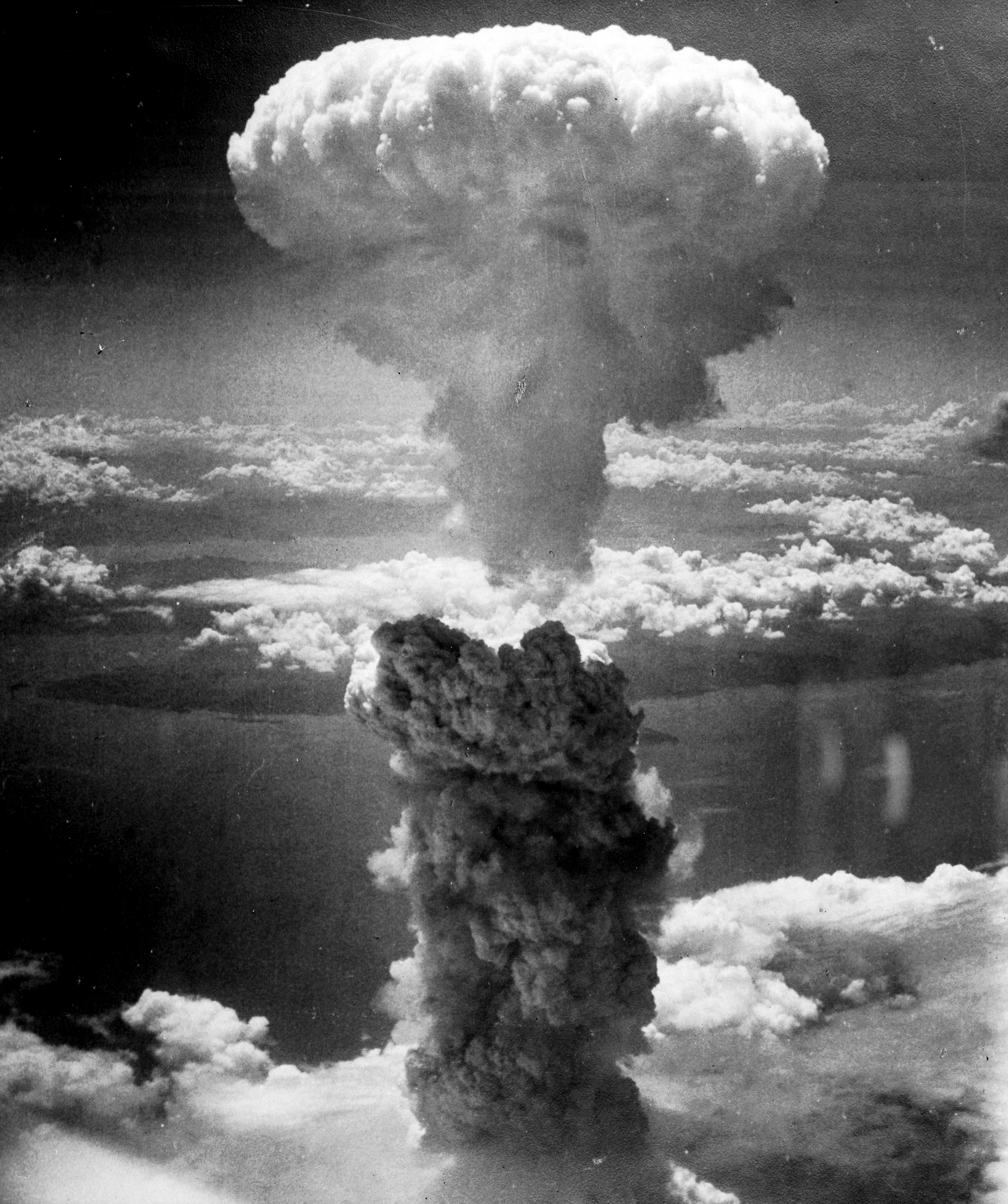
Nagaszaki bombázása 1945. augusztus 9-én

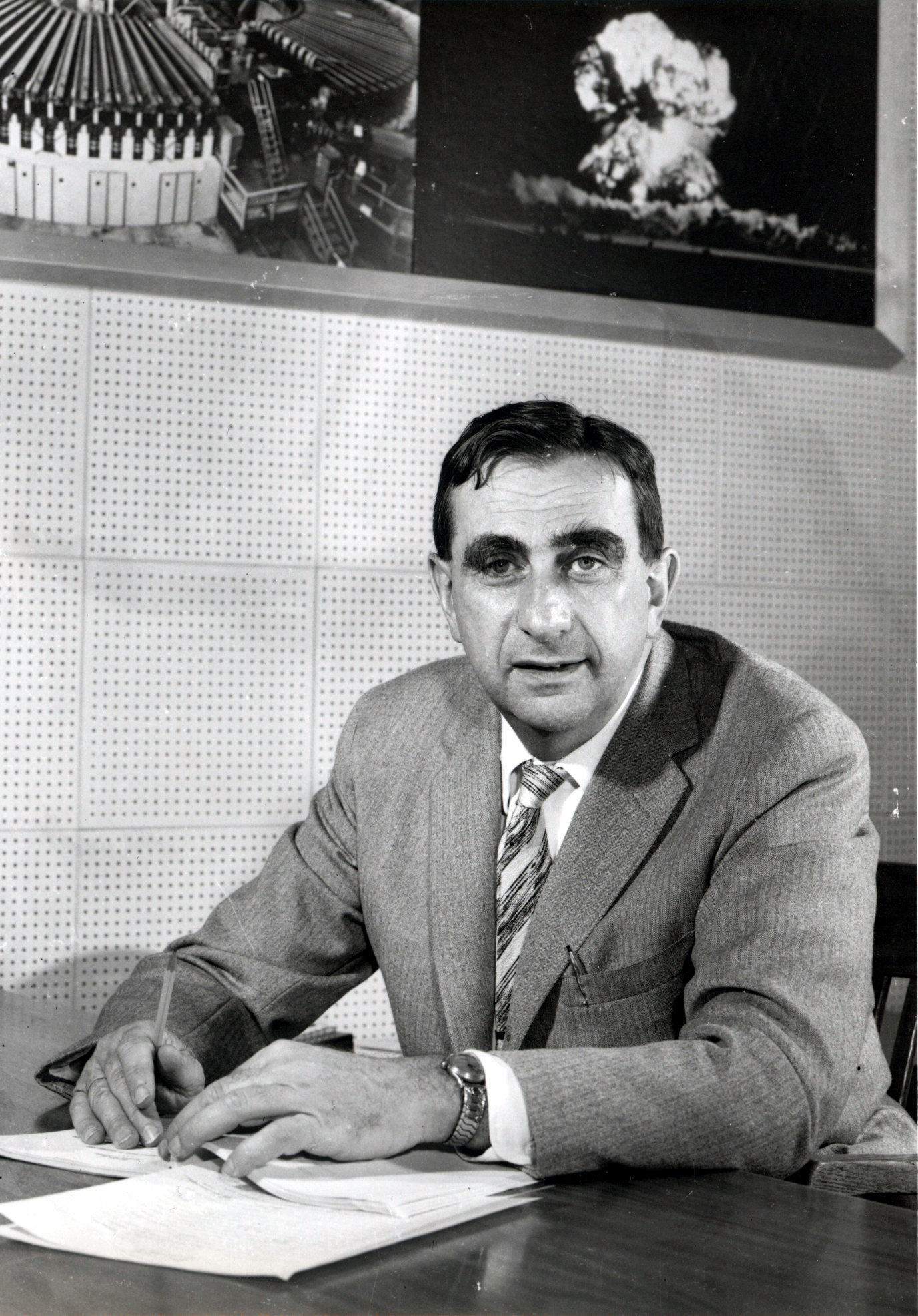
Teller Ede

A nukleáris fegyver olyan fegyver, amelynek az energiája atommag-átalakulásból származik. Két típusa kétféle magátalakulást használ fel: az atombomba esetén maghasadás, míg hidrogénbomba esetén magfúzió következtében az atommag kötési energiája szabadul fel. Rendkívül nagy pusztító ereje van: egyetlen ilyen fegyver képes elpusztítani akár egy több milliós nagyvárost is. Mivel a hasadáson és a fúzión alapuló bombák közös jellemzője, hogy az atommag (latinul és angolul nucleus = mag) átalakítása révén szabadítanak fel energiát, a legpontosabb közös elnevezés e robbanóanyagok  formáira a „nukleáris fegyver”.
Az emberiség történetében eddig két alkalommal használtak élesben nukleáris fegyvert: a II. világháborúban az Egyesült Államok dobott le egy-egy atombombát két japán városra, Hirosimára és Nagaszakira, több százezer ember életét kioltva ezzel. Legalább ennyien szenvedtek a támadások hatásaitól az elkövetkező évtizedekben.
A következő államokról tudható, hogy van atombombájuk: Amerikai Egyesült Államok, Oroszország, Egyesült Királyság, Franciaország, Kína, India, Pakisztán és Észak-Korea. A közelmúltban Észak-Korea föld alatti atomrobbantást hajtott végre, amelynek ereje azonban jóval kisebb volt a vártnál, feltehetőleg a bomba „befulladt”, de 2015 márciusában bejelentették, hogy atomfegyverrel rendelkeznek. 2016 szeptember 9-én Észak-Korea feltehetően újabb nukleáris tesztet hajtott végre, az ország alapításának évfordulójára időzítve. A detonáció által okozott földrengés magnitúdója kétszerese volt a korábbi tesztek során érzékelteknek, ennek ellenére a külvilág számára még nem teljesen bizonyos, hogy nukleáris robbantásról van szó. Biztosra vehető, hogy Izraelnek is van nukleáris fegyvere, de erről nem hajlandó nyilatkozni. Brazília atomprogramja hasonló. Irán üzembe helyezett egy urándúsító-üzemet, és az Egyesült Államok szerint ezt katonai célokra akarja alkalmazni. Az ottani kormány szerint atomprogramjuk békés célú. A Dél-afrikai Köztársaság az 1980-as évek elején titokban kifejlesztett nukleáris fegyvereket, viszont 1991-ben szétszerelte őket. Ukrajna, Fehéroroszország és Kazahsztán a Szovjetunió felbomlása után rendelkezett nukleáris fegyverrel, de visszaszolgáltatta őket Oroszországnak.

## Előzmények

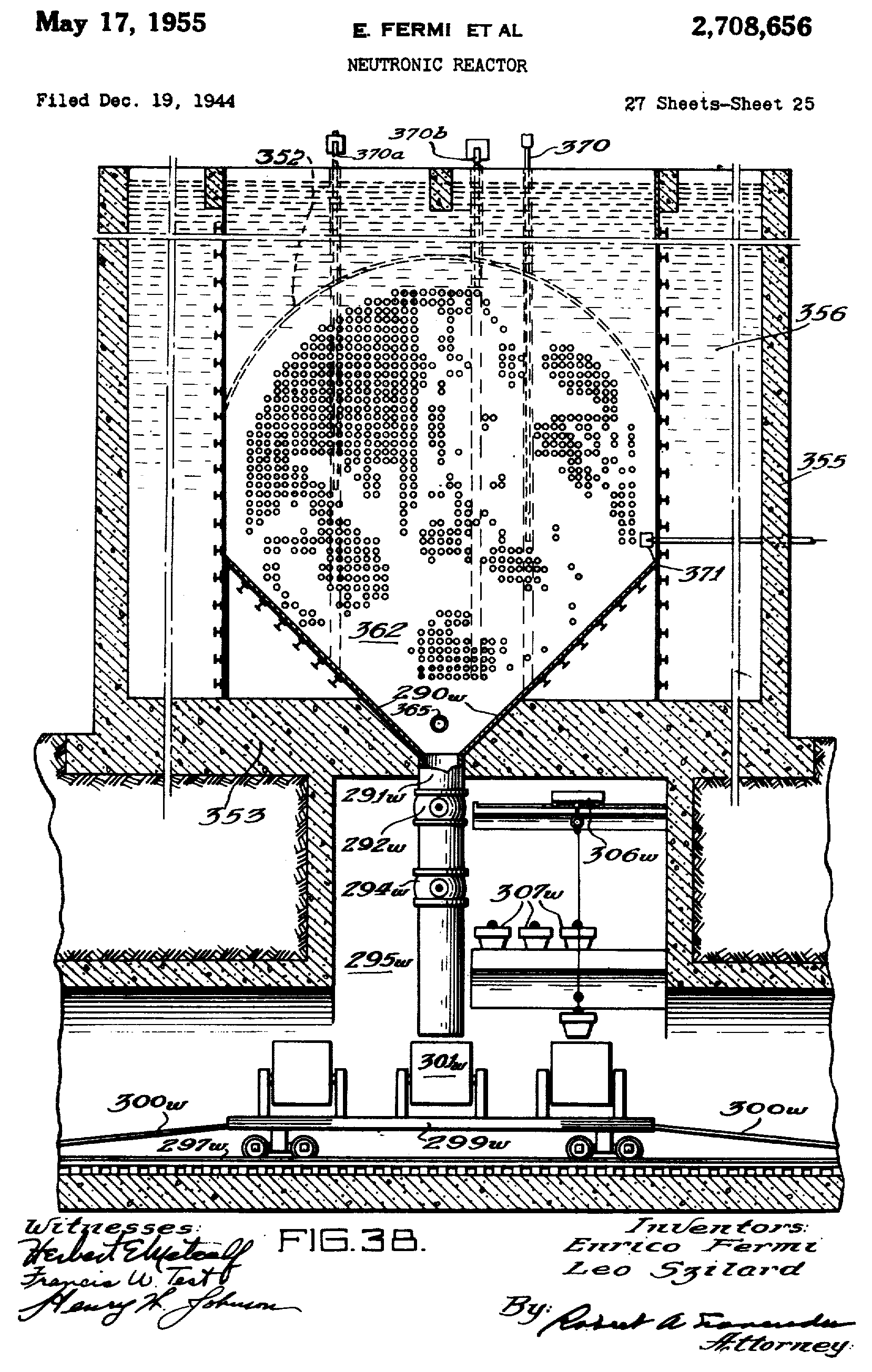
Egy kép a Fermi-Szilárd-féle „neutron reaktor” szabadalmából

Szilárd Leó 1934-ben és 1936-ban két szabadalmat jelentett be a British Admiralitynek. Egy nyilvánosat, melyben homályosan utal az energiatárolásra és egy titkosat, amely a bomba elvét írta le, de nem tudta, melyik elemmel tud a láncreakcióban részt venni. A berlini Kaiser Wilhelm Institut laboratóriumában 1938-ban Otto Hahnnak és asszisztensének, Fritz Strassmann-nak sikerült az uránatom hasítása. Lise Meitner (a Kaiser Wilhelm Insitute korábbi munkatársa) és unokaöccse, Otto Frisch 1939-ben svédországi tartózkodásuk alatt elméletileg megfogalmazták a tömegdefektus nagyságát, ugyanakkor Niels Bohrnak a felületi feszültségre vonatkozó kutatásaira alapozva bizonyítást találtak arra, hogy miért hasad az urán két igen alacsony rendszámú elemre.  Niels Bohr dán fizikusnak, aki az atomszerkezet és a kvantummechanika tudományterületén dolgozott, és 1922-ben elnyerte a fizikai Nobel-díjat, szintén sikerült az uránatom hasítása. Enrico Fermi 1938-ban elnyerte a fizikai Nobel-díjat, majd annak átvétele után családjával New Yorkba emigrált. Teller Ede 1935-ben George Gamow hívására szintén az Amerikai Egyesült Államokba emigrált. A háború előtt megjelent tudományos közleményeknek nem mindegyikét titkosították, ezért a németek és a japánok is foglalkoztak az atombomba gondolatával. Az amerikaiak grafitmoderátoros (Enrico Fermi), a németek nehézvíz-moderátoros vizsgálatokkal keresték a lassú és a gyors neutronos atombontás, illetve az 235U szerepét. Az 1941. december 7-i Pearl Harbor elleni japán támadás után felgyorsultak az események és Chicagóban Teller Fermi mellett dolgozott az első atomreaktor megépítésén. A chicagói reaktor 1942-es, sikeres decemberi beindítása után Tellert meghívták a Manhattan tervbe. Szilárd Leó 1939 augusztusában megírta, és Albert Einstein aláírta a híres levelet, hogy figyelmeztessék Franklin D. Roosevelt elnököt arra a lehetőségre, hogy a nácik atombombát építenek. A levél kézbesítője Teller Ede volt. Sikerült Roosevelt aggodalmát annyira felkelteniük, hogy létrehozta az Uránbizottságot, és a Columbia Egyetemnek megítélte az első atomenergia-alapot.

## Története

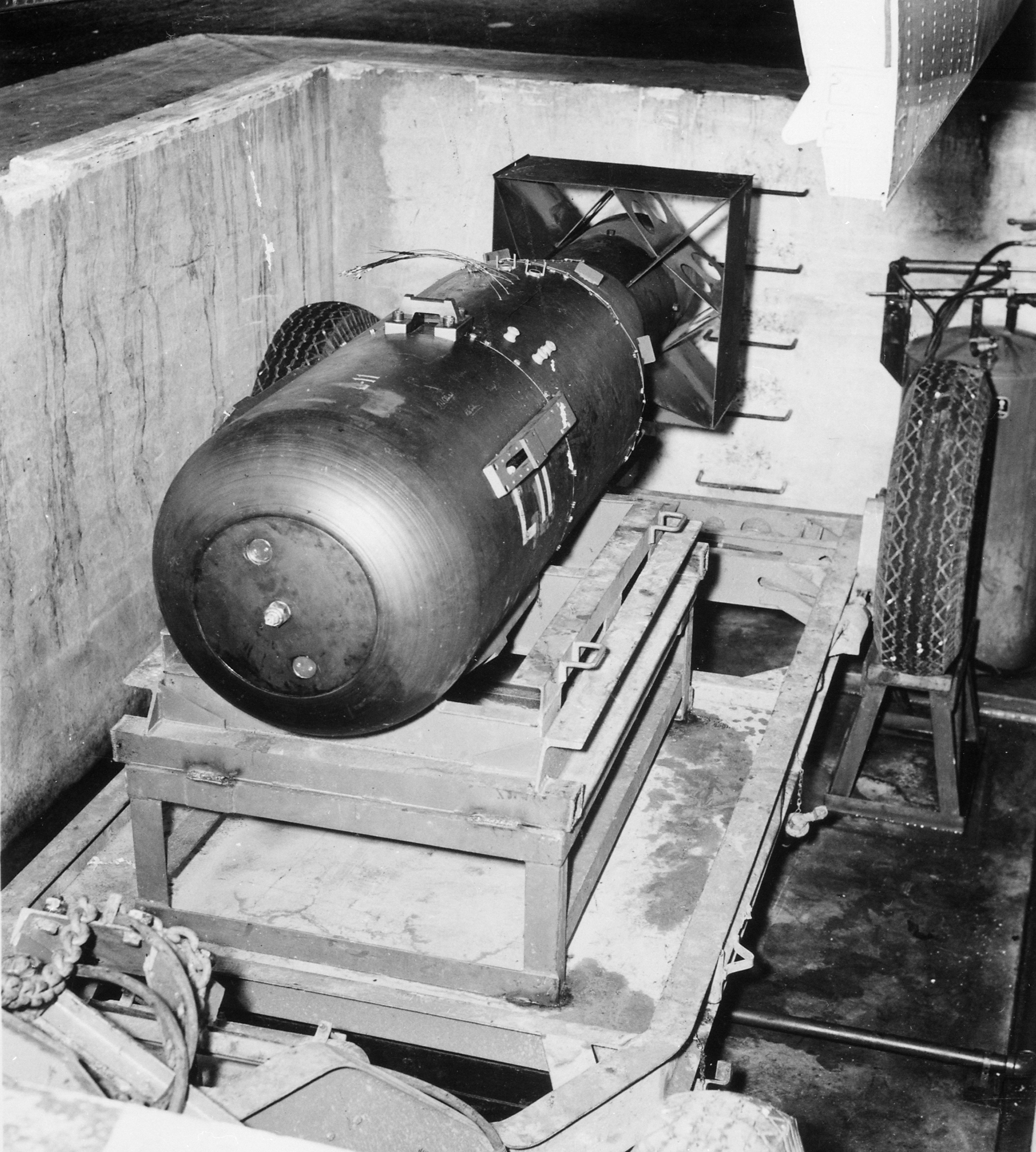
„Little Boy”, a hirosimai bomba

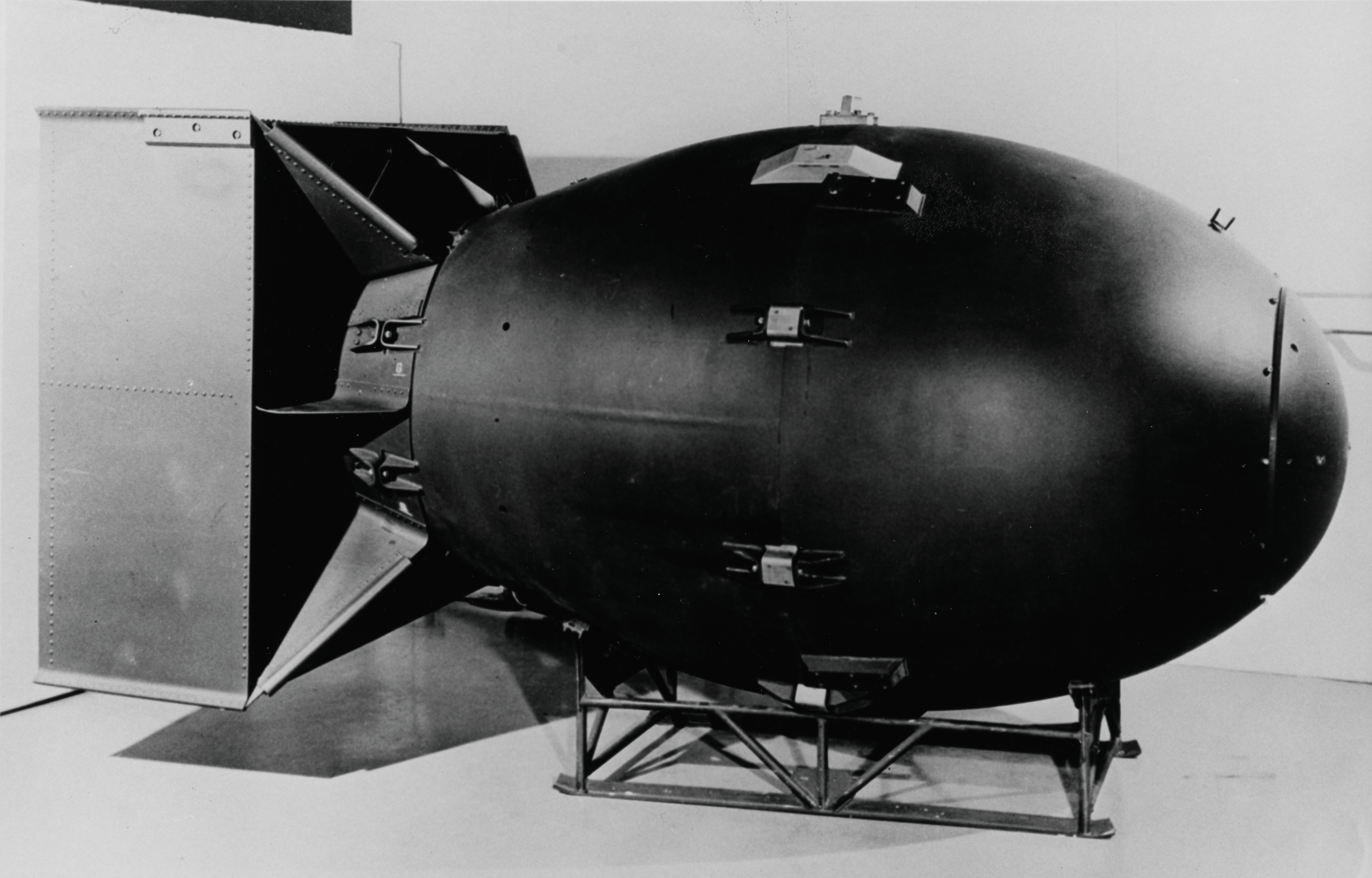
„Fat Man”, a Nagaszakira ledobott bomba

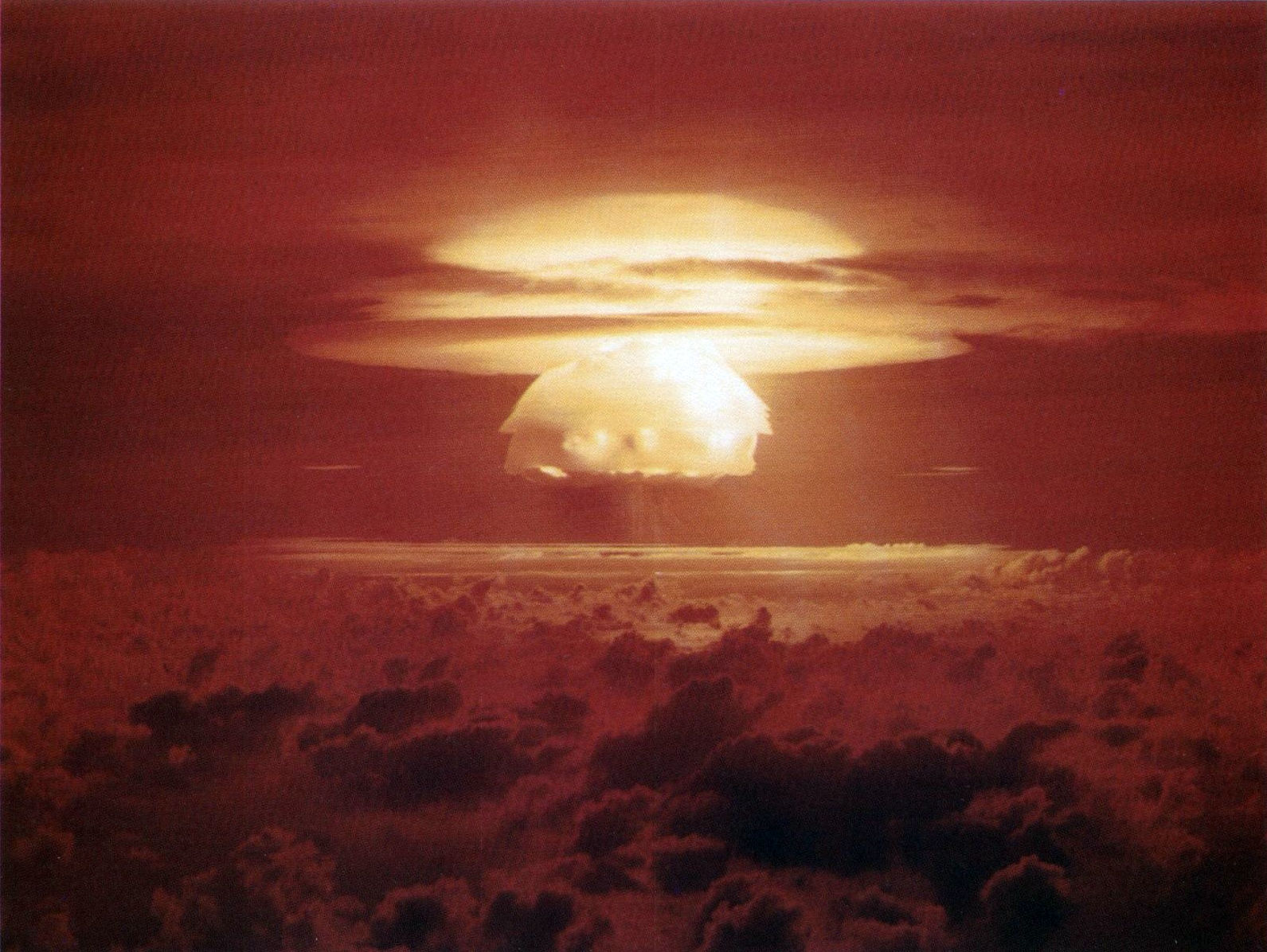
A Castle Bravo kísérleti robbantás gombafelhője (1954. március 1., Bikini atoll, 15 megatonna)

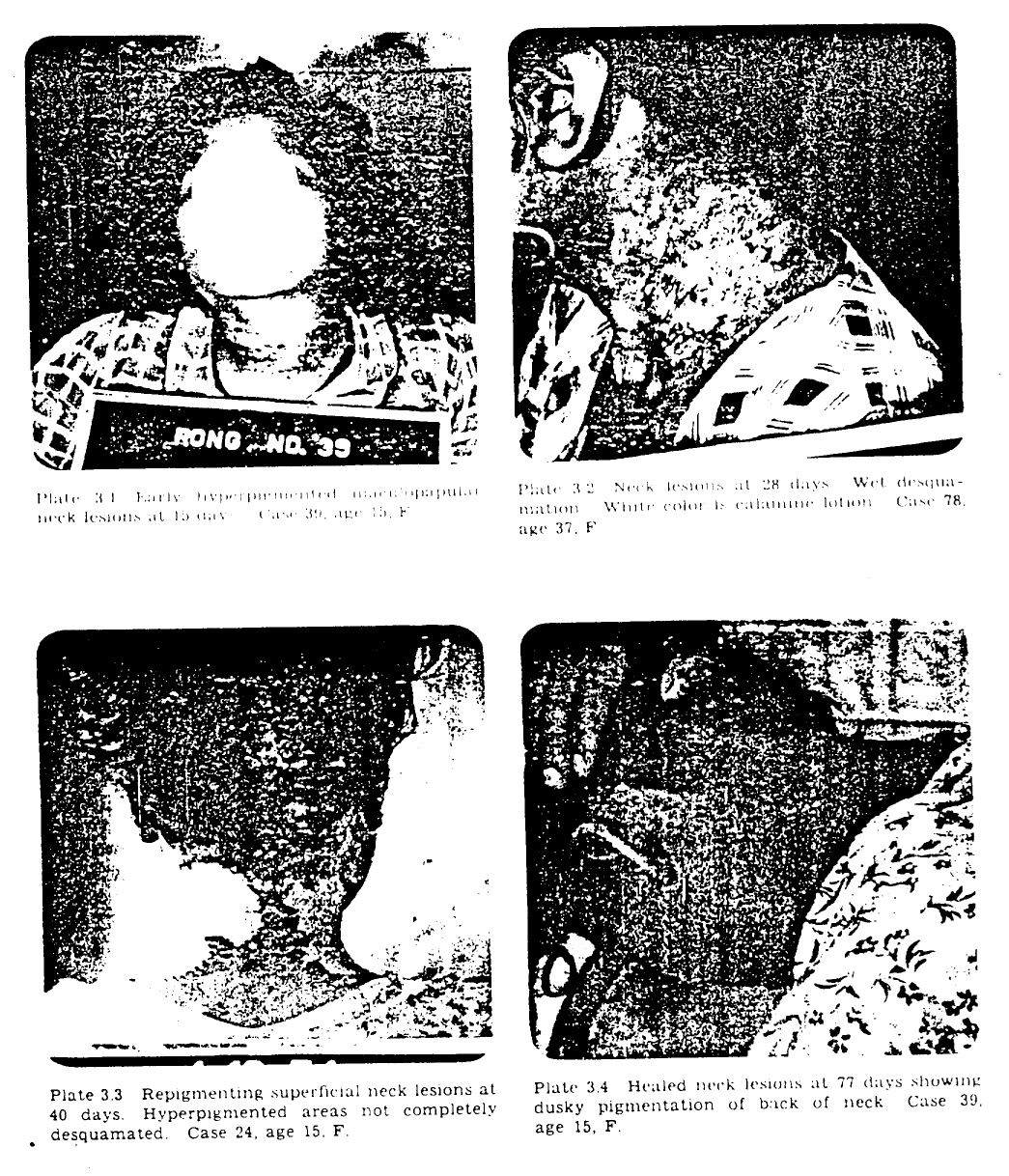
A Castle Bravo kísérleti robbantás áldozatainak fényképei. A robbanás ereje mintegy háromszorosa volt a tervezettnek, a közeli atollokon lakó emberek egy része égési sérüléseket és sugárbetegséget kapott

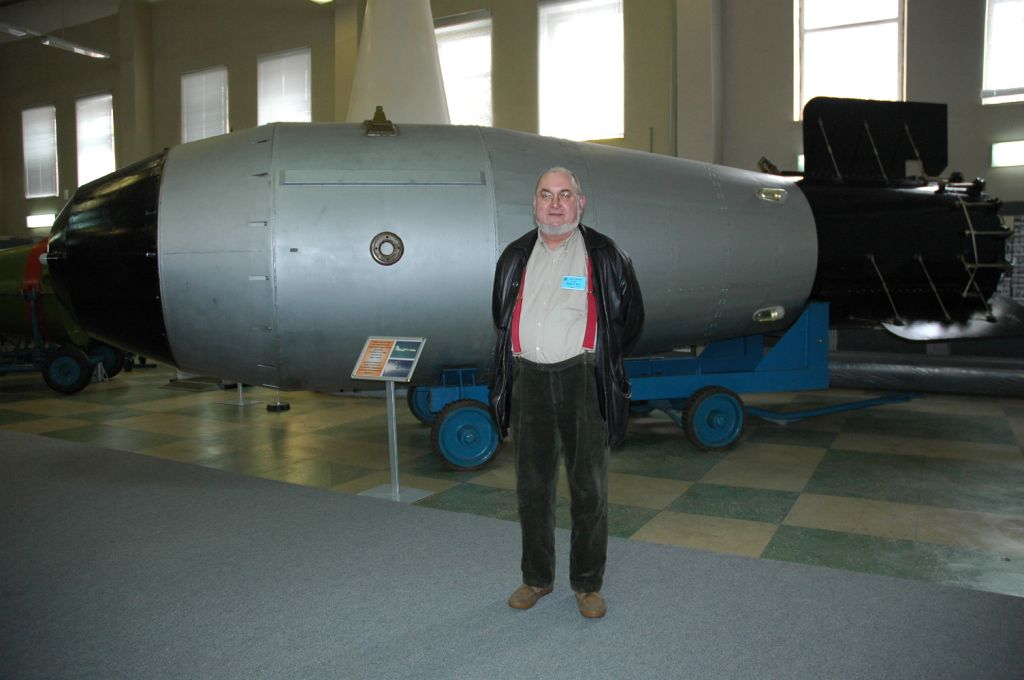
A Szovjetunió által 1961. október 30-án felrobbantott „Cár”-bomba makettje múzeumban

Az atombombát az Egyesült Államokban a Manhattan terv keretein belül fejlesztette ki egy kutatócsoport az új-mexikói Los Alamosban.
A Manhattan terv Szilárd Leó kezdeményezésére indult 1939-ben, elsődlegesen a német atomprogramtól való félelem miatt. A projekt vezetője Robert Oppenheimer lett. A munkában amerikai, olasz és angol tudósok mellett Teller Ede és Neumann János is részt vett.
Trinity-teszt
Az első atombombát 1945. július 16-án robbantották föl a szintén új-mexikói Alamogordo melletti kísérleti telepen. Az eszköz egy implóziós plutóniumbomba volt. A robbanás hatóereje kb. 20 kilotonna volt.
Ugyanezen év augusztus 6-án Hirosimára, majd augusztus 9-én Nagaszakira dobtak atombombát. Az első Japánra dobott bombát az Enola Gay nevű B-29-es bombázó szállította, a bomba neve Little Boy volt. A Nagaszakira dobott bombát Fat Mannek nevezték. Előbbi uránt, utóbbi plutóniumot tartalmazott. A Little Boy 64,1 kg 82,7%-ra dúsított uránt (Oralloy-t) tartalmazott; ennek 1,38%-a hasznosult, rombolóereje 15 000  tonna TNT-ének felelt meg. A Fat Man 6,2 kg plutóniumot tartalmazott, amelyből csupán 0,9 kg hasznosult (kb. 13%), mert a robbanás a bombát szétvetette, és a láncreakció leállt. Rombolóereje kb. 20 000  tonna TNT-vel egyenértékű. A kritikus tömeg értékét rontotta, hogy anyagának 0,9%-a 240Pu volt. A fegyver-minőségű plutóniumot legalább 93%-osra dúsítják.
Németország tevékenysége
A Manhattan tervhez csatlakozva több szakértői csoport is megkísérelte felkutatni azokat a német objektumokat, ahol esetleg atomfegyver előállításával kísérleteznek Ezek a csoportok sikerrel begyűjtöttek 1100 tonna német uránt; elszállították, és kikérdezték a témában szakértőként ismert német fizikusokat, főként Werner Heisenberget és Carl Friedrich von Weizsäckert. Fréderic Joliot-Curie igazolta, hogy a megszállt Párizsban, a laboratóriuma ciklotronját német kutatók is használták, ám az amerikai tudósok arra a következtetésre jutottak, hogy Németországban senki sem hitte komolyan, hogy atomfegyvert képes előállítani. Maga Heisenberg több tonnára becsülte az 235U kritikus tömegét. Groves tábornok úgy ítélte meg, hogy Heisenberg nacionalista ugyan, de nem náci. Erre utal Heisenberg és Niels Bohr tárgyalása 1941-ben. Erről bizonyosat ma sem lehet tudni, ám sokan feltételezik, hogy Heisenberg ezzel rejtett üzenetet akart küldeni amerikai kollégáinak, hogy egyikük se kezdjen bele az atomfegyver kifejlesztésébe.
A fentieknek ellentmond egy olasz újságíró, Luigi Romersa beszámolója, aki Mussolini környezetéhez tartozott. Állítása szerint szemtanúja volt 1944. október 12-én Rügen szigetén és 1945. március 3-án Thüringiában az SS által végrehajtott atomfegyver-kísérletnek. Más szemtanúk óriási fényvillanásról számoltak be a környéken, és a hírek szerint több ezer, vagy több tízezer szovjet hadifogoly halt meg ebben a kísérletben. Erről Rainer Karlsch könyvet is írt, az atombomba vázlatával. A ZDF televíziós társaság kamerái előtt a PTB (Német Szövetségi Műszaki-Fizikai Kutatóintézet) megvizsgálta a helyszínt. Megállapításuk szerint a csernobili katasztrófa által okozott talajszennyeződést meghaladó egyéb szennyeződést (atomrobbanásra utaló izotópokat, például 137Cs) nem találtak. Az atomfegyvert ábrázoló vázlatot általában piszkos bombának tekintik.
Az amerikai fogságban tartott német tudósok a rádióból tudták meg a Hiroshima elleni támadásról szóló jelentést. Weizsäcker ekkor a következőt mondta: „Szerintem mi azért nem csináltuk meg a bombát, mert a német fizikusok elvből nem akarták megcsinálni. Ha valamennyiünknek szívügye lett volna, hogy Németország nyerje meg a háborút, bizonyára létre tudtuk volna hozni.” Otto Hahn, későbbi Nobel-díjas így válaszolt: „Kötve hiszem, de hálás vagyok a sorsnak, hogy nem sikerült.” Hahn, akinek korábbi kutatásai lehetővé tették az atomfegyver előállítását, a több százezer ember halála miatt érzett erkölcsi nyomás alatt ekkor eljutott az öngyilkosság gondolatáig.
RDSZ–1
A világháború után leghamarabb a Szovjetunió tett szert nukleáris fegyverre. Első kísérleti robbantásukat 1949. augusztus 29-én hajtották végre egy kazahsztáni kísérleti telepen. Az RDSZ–1 (amerikai kódneve: Joe–1) bomba a Fat Man másolata volt, a terveket szovjet, illetve velük együttműködő amerikai kémek (Rosenberg házaspár) juttatták el a Szovjetuniónak. Ezzel megindult a hidegháborús fegyverkezési verseny.
A szovjet atomprogramra válaszként az Egyesült Államok beindította a hidrogénbomba-programot, Teller Ede és Stanisław Ulam tervei alapján.
Ivy Mike
Az első hidrogénbomba-robbantás 1952. november 1-jén a Marshall atollon történt. Az Ivy Mike nevű eszköz egy 82 tonnás szerkezet volt, hatalmas súlya miatt nem volt bevethető. Hagyományos fissziós bomba felrobbanása cseppfolyós deutérium fúzióját indította be. A robbanás 10,4 megatonnás volt. Megjegyzendő, hogy ennek 77%-a a röntgensugár-reflektorként használt, a deutériumtartályt körülvevő, mintegy 4,5 tonna urán hasadásából származott.(angolul)
A Szovjetunió ekkor már évek óta folytatta a saját hidrogénbombájának a kifejlesztését.
Joe 4
Ez volt az amerikai kódneve a hivatalosan RDSZ–6sz (Reaktivnij Dvigatyel Szpecialnij) nevű első szovjet hidrogénbombának, amelyet 1953. augusztus 12-én robbantottak fel. Felépítése: a fissziós és a fúziós komponensek egymásra rétegezve helyezkedtek el. Hatóereje 400 kt volt
Castle Bravo
Az első bevethető méretű amerikai hidrogénbomba tesztje 1954. február 28-án történt a Bikini Atollon (Marshall-szigetek). A fúziós fokozat lítium-deuteridből készült (l. Teller–Ulam terv). A 15 megatonnás hatóerő két és félszerese volt a számított értéknek. Ennek súlyos következményei voltak. A hasadványtermékek (az elsődleges fokozatból illetve a bomba uránköpenyéből) a vártnál jóval nagyobb területen szóródtak szét. A teszt résztvevői jelentős sugárdózist kaptak. A Szerencsés Sárkány nevű japán halászhajó legénysége a rájuk hulló sugárzó finom hamutól súlyos sugárbetegséget kapott, egyikük nem sokkal később meg is halt.
Cár-bomba (RDSZ-220)
A Szovjetunió 1961. október 30-án robbantotta fel a valaha is készült legnagyobb hatóerejű nukleáris fegyvert Novaja Zemlján. A bomba 27 tonnát nyomott, 8 m hosszú és 2 m átmérőjű volt. Az eredetileg 100 megatonnás eszköz hatóerejét – a radioaktív kihullás korlátozása érdekében – 50 megatonnában limitálták. Az eszköz elsősorban propaganda, erődemonstráció céljából készült. Ekkora hatóerőnek katonailag nem volt értelme, a bomba nem volt hatékony abban az értelemben, hogy a robbanás energiájának nagyobbik része kisugárzódott a világűrbe. Mérete korlátozta a bevetésére átalakított speciális bombázógép sebességét és hatótávolságát. Interkontinentális ballisztikus rakétára szerelése szóba sem jöhetett. A Cár-bomba volt a nukleáris fegyverek hatóerejének növeléséért folyó verseny csúcspontja. A létrehozása és felrobbantása utáni időszakban a hangsúly a bombák méretének csökkentésére és célba juttatásuk pontosságának növelésére helyeződött át.

### Egyezmények
Az 1960-as évek során még három állam tett szert nukleáris fegyverre: Franciaország, Nagy-Britannia és Kína. Már ekkor erősödni kezdtek a nukleáris fegyvereket ellenző mozgalmak. Ennek eredményeképpen 1963-ban Anglia, az USA és a Szovjetunió aláírta a részleges atomcsendről szóló egyezményt (Partial Test Ban Treaty), amely tiltja a légköri, víz alatti és világűri robbantásokat. Mivel két ország (Kína és Franciaország) nem írta alá az egyezményt, ezért ez csak részleges sikerrel járt.
1968-ban Nagy-Britannia, az USA, Kína, Franciaország és a Szovjetunió aláírták az atomsorompó egyezményt (Non Proliferation Treaty). Eszerint az aláírók segítik egymást az atomenergia békés hasznosításában, és nem segítik a nukleáris fegyverrel nem rendelkező államokat azok megszerzésében. Ezenkívül az aláírók engedélyezik a Nemzetközi Atomenergia Ügynökségnek, hogy a nukleáris berendezéseiket ellenőrizze. 1970-ig 187 ország írta alá az egyezményt, viszont Kuba, India, Izrael és Pakisztán elutasította. India, Izrael és Pakisztán időközben nukleáris fegyverre tettek szert. Az atomsorompó egyezmény egyik hibája, hogy nem tette kötelezővé a leszerelést
A teljes körű atomcsendegyezményt 1996 óta 166 állam, közöttük az öt atomnagyhatalom írta alá, amely megtilt mindennemű kísérleti robbantást.
Az atomfegyverek felhalmozása ugyanakkor paradox módon – a teljes pusztulástól való félelemben – visszatartotta a vezető hatalmakat az egymással vívott nyílt háborúktól, s a globális erőviszonyok alakulását egyértelműen a gazdasági teljesítőképesség függvényévé tette.

## Fizikai alapok

Egy gerjesztett maghasadás. Egy lassított neutron egy urán-235 atommag hasadását okozza, melynek során két könnyebb mag és három szabad neutron keletkezik

Az atom magból és elektronhéjból áll. Míg kémiai reakciók során mindig több atom vesz részt, és lényegében csak az elektronburkok rendeződnek át, nukleáris reakció esetén valamilyen, a kiindulásiakhoz képest új atom keletkezik. A nukleáris reakciónak két fajtája van: a magfúzió és a maghasadás. A magfúzió következtében két kisebb atommagból egy nehezebb jön létre, a maghasadáskor egy nehezebb atommagból (általában) két könnyebb. A nukleononkénti kötési energia a periódusos rendszerben nő a hidrogéntől a vasig haladva, és attól kezdve csökken. Ezért magfúzió esetén, ha a végtermék könnyebb a vasnál, akkor energia szabadul fel (a legtöbb energia a hélium szintézisénél szabadul fel, és csökken a vasig). Ha a magfúzió végterméke nehezebb a vasnál, akkor a reakció endoterm, vagyis létrejötte energiabefektetést igényel. Ez a természetben szupernóva robbanásakor megy végbe. Fordított a helyzet maghasadáskor, mikor energia szabadul fel nehéz elemek (235U) maghasadásakor.
A radioaktív elemek maghasadása lehet természetes, vagy gerjesztett. A természetes maghasadás ritmusát a felezési idő határozza meg, és ez elég lassú. Az 235U esetében maghasadás következtében keletkeznek neutronok is, melyek ha másik 235U magba ütköznek, ezt hasadásra gerjesztik, a gerjesztett hasadásból keletkezik három neutron és így beindulhat egy láncreakció. Mivel az atommag nagyon kicsi az atomhoz viszonyítva, a neutron az elektronhéjon áthaladhat anélkül, hogy magot találna. Ha elég nagy mennyiségű 235U van egyben, akkor valószínű, hogy a neutron egy magba ütközik és beindul a láncreakció. Az a mennyiségű anyag, melyben beindul a láncreakció, a kritikus tömeg és az 235U esetében 56 kilogramm. Leegyszerűsítve azt mondhatjuk, hogy a megfelelő mennyiségű töltetet (ami több, mint a kritikus tömeg) két vagy több részre osztják (egy résznek a tömege kisebb, mint a kritikus tömeg) és az adott pillanatban, klasszikus robbantással egy darabba préselik. Hogy pusztító erejét kifejtse, a burok elég kemény kell legyen, hogy a láncreakció előrehaladjon és nagy mennyiségű energia szabaduljon fel. Ha túl hamar hasad a burok, a töltet szétszóródik, megszűnik a kritikus tömeg és a láncreakció leáll.
Az atomerőművekben nagyjából ugyanez megy végbe, a keletkezett három neutronból csak egynek engedjük, hogy láncreakcióban részt vegyen, a többit elnyeletjük (induláskor valamivel több mint egy, leálláskor kevesebb mint egy).
Magfúzió esetén két könnyű atommagot kell ütköztetni, hogy ezek egyesüljenek. Az atommagok azonos, pozitív töltése erős taszítóerőt fejt ki, ennek legyőzésére a magokat nagy sebességgel kell ütköztetni. Ezért nagy hőmérsékletre van szükség, hogy a magoknak elég energiájuk legyen a taszító erő legyőzéséhez, ugyanakkor óriási nyomásra, mivel nem minden ütközés vezet magfúzióhoz.

### Hasadóanyagok táblázata
| Nuklid          | Kritikus tömeg, kg | Átmérő, cm | Ref.          |
| --------------- | ------------------ | ---------- | ------------- |
| urán-233        | 15                 | 11         | [ 24 ]        |
| urán-235        | 52                 | 17         | [ 24 ]        |
| neptúnium-236   | 7                  | 8,7        | [ 25 ]        |
| neptúnium-237   | 60                 | 18         | [ 26 ] [ 27 ] |
| plutónium-238   | 9,04–10,07         | 9,5-9,9    | [ 28 ]        |
| plutónium-239   | 10                 | 9,9        | [ 24 ] [ 28 ] |
| plutónium-240   | 40                 | 15         | [ 24 ]        |
| plutónium-241   | 12                 | 10,5       | [ 29 ]        |
| plutónium-242   | 75–100             | 19-21      | [ 29 ]        |
| amerícium-241   | 55–77              | 20-23      | [ 30 ]        |
| amerícium-242   | 9–14               | 11-13      | [ 30 ]        |
| amerícium-243   | 180–280            | 30-35      | [ 30 ]        |
| kűrium-243      | 7,34–10            | 10-11      | [ 31 ]        |
| kűrium-244      | (13,5)–30          | (12,4)–16  | [ 31 ]        |
| kűrium-245      | 9,41–12,3          | 11-12      | [ 31 ]        |
| kűrium-246      | 39–70,1            | 18-21      | [ 31 ]        |
| kűrium-247      | 6,94–7,06          | 9,9        | [ 31 ]        |
| kalifornium-249 | 6                  | 9          | [ 25 ]        |
| kalifornium-251 | 5                  | 8,5        | [ 25 ]        |
| kalifornium-252 | 2,73               | 6,9        | [ 32 ]        |

## Típusai

### Atombombák

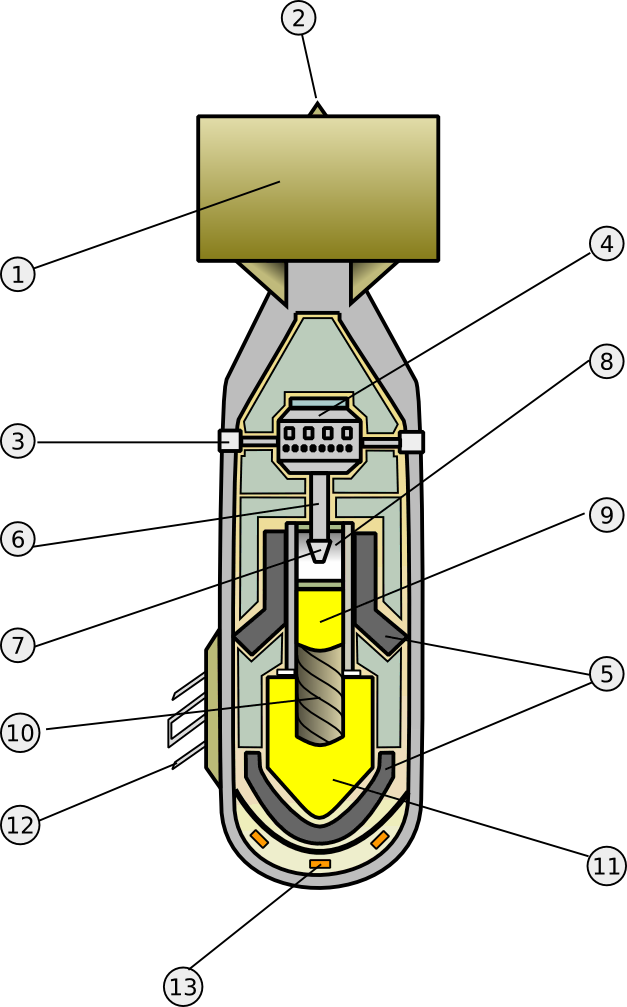
A hirosimai bomba szerkezete (részletek a képre kattintva) 1. stabilizátor, 2. farokrész, 3. levegő belépés, 4. légnyomás érzékelős detonátor, 5. ólomburkolat, 6. detonátor, 7. detonátor test, 8. hagyományos robbanótöltet (cordit), 9. uránlövedék, 10. „ágyúcső” a töltet irányítására, 11. az urántöltet másik fele, neutronvisszaverő borítással, 12. radaros magasságmérő, 13. kivetés előtti kioldási biztosíték

Az atombombák, vagy fissziós bombák energiájukat a nehézatommagok hasadásából nyerik: nehéz atommagok (urán vagy plutónium) hasadnak könnyebb elemekké neutronokkal való besugárzásuk révén (ezek az elemek hasadásukkor újabb neutronokat hoznak létre, melyek újabb atommagokat bombáznak, láncreakciót eredményezve). Ezeket történelmi okokból atombombának nevezzük. Az elnevezés nem pontos, mivel a kémiai reakciók szabadítanak fel energiát atomok kapcsolódásából, nem a hasadás, valamint a fúzió (a könnyű atommagok egyesülése) sem kevésbé atomi jellegű, mint a maghasadás (fisszió). E lehetséges félreértés ellenére az atombomba kifejezést széles körben használják kimondottan a nukleáris fegyverekre, s leginkább a fissziós bombákra.
Az atombombák méretét nem lehet tetszőlegesen növelni, mivel egy kritikus tömeg felett külső hatás nélkül is beindul bennük a láncreakció.

### Hidrogénbombák
A hidrogénbombák vagy fúziós bombák az atommagok egyesülésén, fúzióján alapulnak, amikor könnyebb atommagok, mint például hidrogén vagy hélium állnak össze nehezebb elemekké nagy energia felszabadulása mellett.
Az elnevezés pontatlan, mert egyrészt minden „hidrogén”-bombában a hatás egy jelentős részét egy fissziós bomba adja, másrészt az egylépcsős „atom”-bombák belső üregét is hatásfokjavító hidrogén alapú töltettel töltik ki. Így a „hidrogénbomba” helyett szerencsésebb a kétfázisú atombomba kifejezés.
A hidrogénbomba elnevezést az alapanyaga miatt kapta, hívják még termonukleáris fegyvernek is, mivel a fúziós reakcióknál a láncreakció beindulásához rendkívül magas hőmérséklet kell. A hidrogénbombák tömegének nincsen felső korlátja, mivel a beindításához rendkívül nagy hőmérséklet és nyomás szükséges. Spontán módon, földi körülmények között semmiképpen sem indul meg a fúziós reakció.

A hidrogénbomba szerkezete

A hidrogénbombáról sok vázlatos ismertetés jelent meg, így számos lexikon és kézikönyv is – állítása szerint – összefoglalja a H-bomba működési elvét. (Ezekből az ismertetésekből általában igen lényeges elemek hiányoznak.)
Az a vázlat, amely szerint a hidrogénfúziót elindító – mintegy gyutacsként szolgáló – hasadási bombát hidrogéntöltet veszi körül, teljesen téves.[forrás?]
Ennek az elrendezésnek a működésképtelensége egyszerű számítás alapján is belátható. Az atommagfúziós reakció f sebességét (az idő- és térfogategységenként végbemenő fúziós reakciók számát) a következő összefüggés adja meg: {\displaystyle f=C_{D}C_{T}\langle \sigma v\rangle }, ahol CD, illetve CT jelöli a reakcióban részt vevő atommagok – esetünkben deutérium és trícium –  darabszám-sűrűségét, atom/m³ egységben mérve (magyarosan: db/m³), a σv mennyiség pedig a reakció valószínűsége (σ az ún. hatáskeresztmetszet) és a részecskék sebességéből képezett szorzat átlagértéke. Az atommagok darabszám-sűrűségét az irodalom nD, illetve ND betűkkel is jelöli, ahol indexbe a reakcióban részt vevő atommag (nuklid) vegyjelét írják (például D deuterium). A < > jelek jelölik, hogy a sebesség Maxwell-eloszlásból származik. A σv mennyiség erősen függ a hőmérséklettől, ezért, bár a magfúzió már 10-20 millió °C hőmérsékleten is végbemegy, a jelentős energiatermeléshez ennél nagyobb, 50 millió °C körüli hőmérséklet szükséges.
Az összefüggés alapján kiszámítható, hogy normál sűrűségen nem indul meg fúzió, hanem csak akkor, ha előzőleg a fúziós anyagot erősen összepréseljük. Ebből nyilvánvaló, hogy a hasadási bombát burkoló fúziós köpeny a robbanás hatására egyszerűen szétrepülne, mielőtt a fúzió megindulhatna. A következő táblázat a hőmérsékletet kiloelektronvoltban tartalmazza
| üzemanyag                 | T keV | <σv>/T² m³/(s keV)² |
| ------------------------- | ----- | ------------------- |
| deuterium 2 – tricium 3}  | 13.6  | 1.24×10−24          |
| deuterium 2 – deuterium 2 | 15    | 1.28×10−26          |
| deuterium 2 – hélium 3    | 58    | 2.24×10−26          |
| p+ – litium 6             | 66    | 1.46×10−27          |
| p+ – bór 11               | 123   | 3.01×10−27          |

A hidrogénbomba megvalósításának kulcsa az a megoldás, amit a szakirodalom Teller–Ulam-tükör vagy Teller–Ulam-elrendezés néven ismer.
Ha a gyutacsként szolgáló hasadási bombát egy nehézfém (volfrám, urán stb.) anyagú, forgási elliptoid alakú tükör egyik fókuszpontjába helyezzük, akkor a robbanás pillanatában keletkező hőmérsékleti sugárzást a tükör a másik fókuszba gyűjti össze, ebben a fókuszpontban foglal helyet a fúziós mag. Mivel 10 000 °C hőmérséklet megfelel kb. 1 eV energiának, a robbanás néhányszor tízmillió fokos hőmérsékletén néhányszor tíz keV energiájú sugárzás, azaz röntgensugárzás keletkezik. Ezt a röntgensugárzást a tükör addig koncentrálja, amíg anyaga a sugárnyomás hatására szét nem repül. (A sugárzás nyomása több millió atmoszféra is lehet.) Valamivel a sugárzás után érik el a tükröt a robbanás neutronjai, majd a lökéshullám, ezek befejezik a rombolást. A tükör atomjai azonban – tehetetlenségüknél fogva – képesek ellenállni a sugárnyomásnak annyi ideig, amennyi elég a fúziós reakció megindulásához, illetve lefolyásához.
A H-bomba tervezésénél nyilvánvaló cél, hogy minél nagyobb hányad elhasználódjon a fúziós töltetből, azaz a H-bomba kiégési szintje nagy legyen. Ehhez szükséges, hogy a tükör „összetartási ideje” elég nagy legyen, valamint a fúziós töltetre is érvényes egy összetartási idő. Ez – mint a hasadási bombáról szóló cikkben már szerepelt, ahol vs a közegre érvényes hangsebesség, r pedig egy jellemző méret, például gömbnél vagy hengernél azok sugara.
A H-bomba működésének a feltételét lényegében az (1) és (2) összefüggés alapján lehet meghatározni. Ezektől függ, hogy a fúzió létrejön-e, illetve az anyag jelentős hányadára ki fog-e terjedni.
Az a tény közismert, hogy a hidrogén mindig nehézhidrogént (deutériumot vagy tríciumot) jelent a bomba esetében, azonban deutérium-trícium keverékből nem lehetne gyakorlatilag használható (harctéren bevethető) bombát készíteni. A D- és T-gáz csak akkor érheti el a megkívánt sűrűséget, ha cseppfolyós halmazállapotban van. A folyékony nitrogénnel és folyékony héliummal működő cseppfolyósító berendezések eleve lehetetlenné tennék a szállítható bomba megalkotását.
A trícium radioaktivitása is rendkívüli módon megnehezítené a bomba kezelését. Kb. 0,1 mg trícium aktivitása 1 Ci (37 GBq): így egy bombában több millió curie trícium lenne.
A megoldás: a „száraz hidrogénbomba” megalkotása, ugyanúgy, mint a robbanás fókuszálásának a megoldása, Teller Ede, továbbá – tőle függetlenül – Andrej Szaharov nevéhez fűződik. Ha a fúziós töltetet litium-deuteridből (LiD) készítik, akkor a hasadási gyutacs neutronsugárzása hatására a lítium tríciummá alakul. A keletkező trícium a deutériummal reakcióba lépve neutront termel, így a lítium-trícium átalakulás igen gyorsan és jó hatásfokkal végbe mehet a következő egyenlet szerint:
A keletkező trícium reakcióba lép a deutériummal:

### Fúzióval felerősített fissziós bombák
Ennél a típusnál a hasadóanyag közepébe deutérium és trícium (a hidrogén izotópjai) cseppfolyós keverékét helyezik. A fissziós bomba robbanásakor kialakuló magas nyomás és hőmérséklet beindítja a fúziót a D-T elegyben. A fúzió során sok szabad neutron keletkezik, ami hozzájárul a láncreakcióhoz. Ezzel az eljárással a fissziós bomba hatásfoka akár a duplájára növelhető. Lényeges tény, hogy a fúzióból származó energia a bomba energiájához képest elenyésző – 1% körül mozog. A befecskendezett D-T keverék mennyiségével a robbanás ereje szabályozható. A modern – mind fúziós, mind tisztán fissziós – bombák jelentős része ilyen módon szabályozható hatóerejű.

### Háromfázisú bombák
A fúzió során nagy mennyiségben keletkeznek neutronok, amelyek lehetővé teszik az urán 238-as izotópjának a hasadását. A három fázisú bombákban a fúziós magot urán-238 köpennyel veszik körül. A robbanás erejéhez mind a fúziós, mind a fissziós reakció jelentős részben hozzájárul.

### Egyéb típusú bombák
Neutronbomba, hivatalos megfogalmazásban megnövelt sugárzású nukleáris fegyver. Lényegében fissziós-fúziós bomba, amelynél a fúzió során keletkezett neutronokat nem nyeli el a bomba külső rétege, hanem szándékosan hagyják, hogy szabadon távozzanak a környezetbe. A hagyományos nukleáris fegyvereknél a neutronokat nehézfém neutron visszaverő réteggel igyekeznek minél nagyobb arányban a bombában tartani, a hatásfok növelése érdekében. A neutronbomba mechanikus rombolóereje körülbelül tizede a hagyományos fissziós fegyverekének.
Kifejlesztésének célja a hidegháború idején elsősorban az volt, hogy a szovjet harcjárművek támadása ellen legyen megfelelő fegyver. A páncélzat ugyanis a hagyományos atomfegyverek hőhatását és lökéshullámát a robbanás központjától már viszonylag kis távolságban kivédi. A neutronsugárzással a katonák akár páncélozott járművekben is megölhetők. Egyszerűen megfogalmazva: nem okoz nagy fizikai kárt, viszont biológiait annál inkább, minden élőlényt elpusztít a hatáskörén belül.
Kobaltbomba. (angolul gyakran „Doomsday engine”, azaz „Végítélet-gép”) Valószínűleg soha sem készült ilyen fegyver. Szilárd Leó vetette fel a lehetőséget, hogy amennyiben egy atomfegyver külső burkolata kobaltból készül, az a robbanás során neutronbefogással kobalt 60-as izotóppá alakul át, amely erős gamma sugárzó. 5,27 éves felezési idejével a robbanás helyszínét tartósan lakhatatlanná tenné. Szilárd szerint néhány ilyen bomba akár az egész élővilágot elpusztíthatná a Földön.
Piszkos bomba, vagy Dirty bomb klasszikus értelemben nem nukleáris fegyver, hiszen semmilyen magreakció nem zajlik le benne. A tömegpusztító fegyverek osztályozása miatt viszont ide sorolják. Az alapja egy hagyományos (kémiai bomba), amelynek pusztító hatását valamilyen, a kívánt hatástól függő, sugárzó izotóp hozzáadásával növelik meg, amely a robbanást követően szétszóródik az érintett területen.

## Felosztásuk

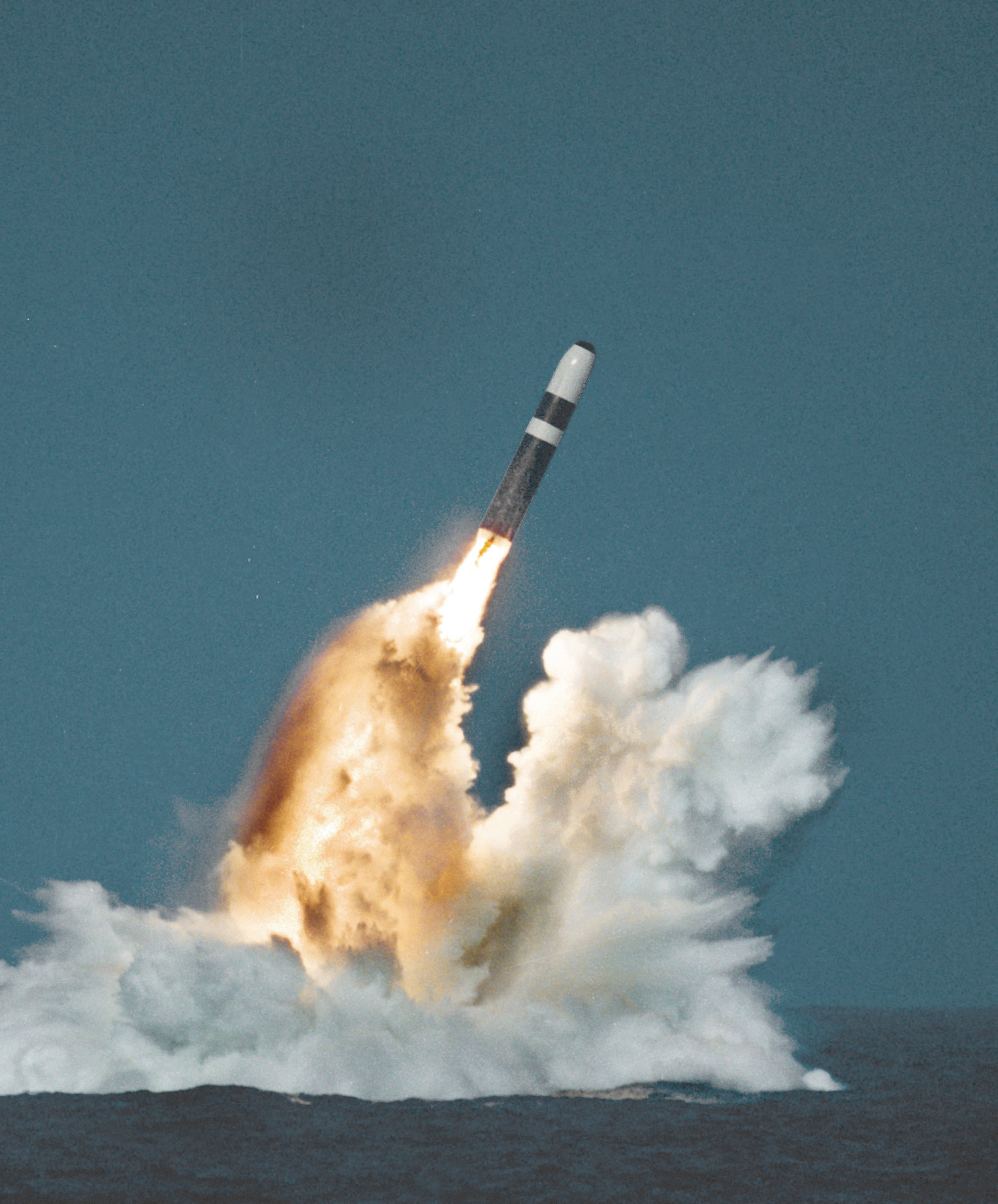
UGM–133 Trident II D5 rakéta indítása tengeralattjáróról

A harcászati, vagy taktikai nukleáris fegyverek kisebb hatóerejűek (a legkisebb 0,3 kilotonnástól egészen pár száz kilotonnáig), és a harcmezőn kerülnek bevetésre. Fajtái:
- tüzérségi lövedékek,
- tengeralattjárók elleni mélységi bombák,
- gravitációs légibombák,
- harcászati rakéták,
- atomaknák.

A hadászati, vagy stratégiai nukleáris fegyverek nagy erejűek (pár tíz kilotonnától egészen az elméleti 100 megatonnáig a hidrogénbomba esetében). Célpontjaik ellenséges városok (amelyeket teljesen meg tudnak semmisíteni), rakétakilövő állomások, védett vezetési pontok. Gyakran interkontinentális ballisztikus rakétákra vagy robotrepülőgépekre szerelik őket, így biztosítva a több ezer kilométeres hatótávolságot. Egy ilyen interkontinentális rakétával felszerelt tengeralattjáró a Földön bármely célpontot meg tud semmisíteni.

## Hatásai

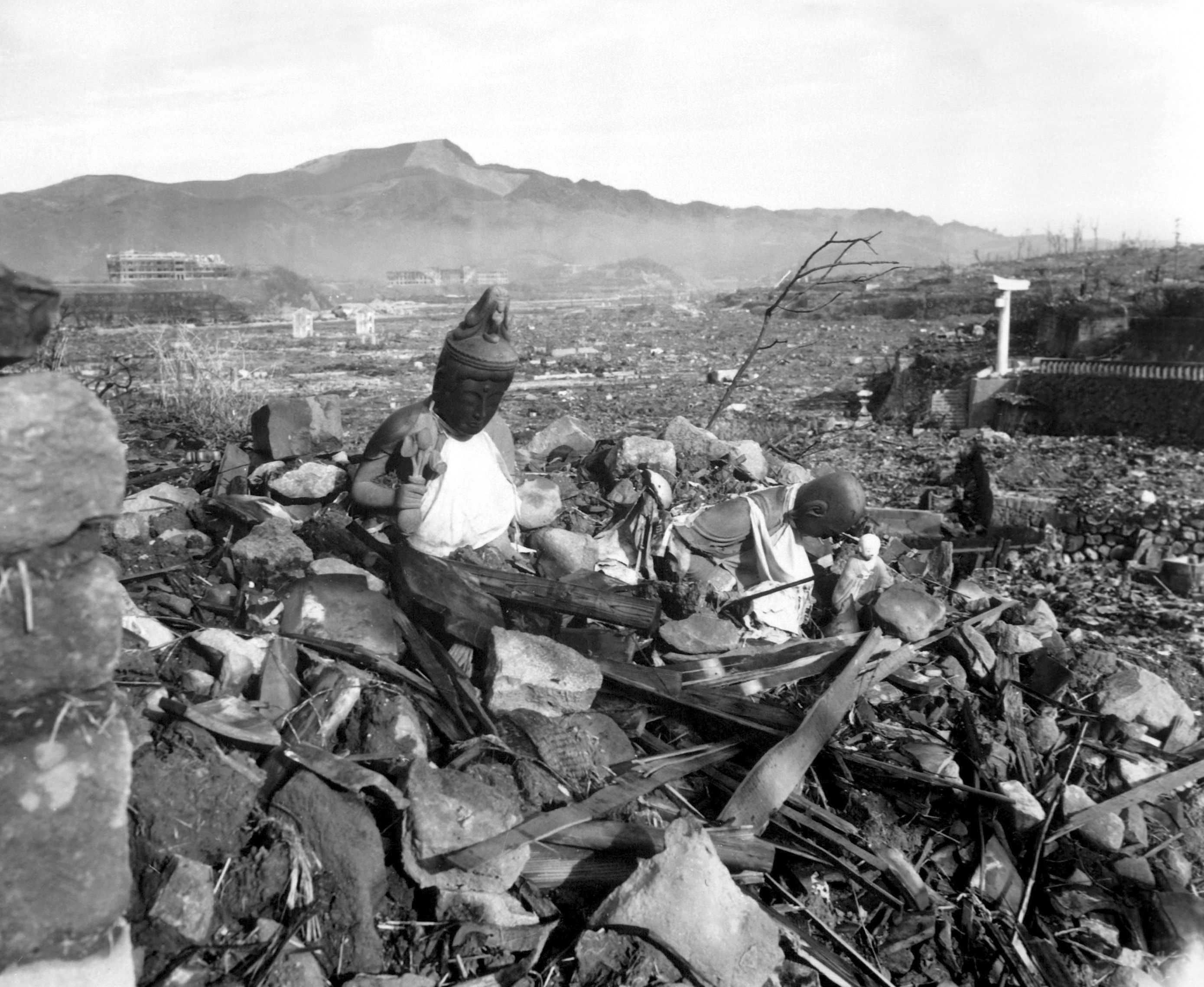
Egy templom Nagaszakiban hat héttel a bombázás után

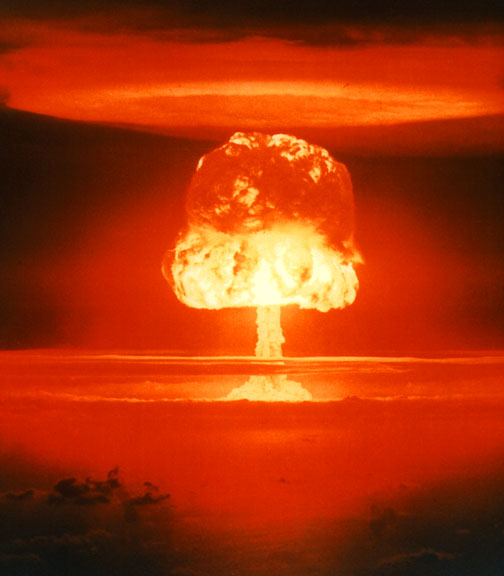
A Castle Romeo (11 Mt) kísérleti robbantás gombafelhője

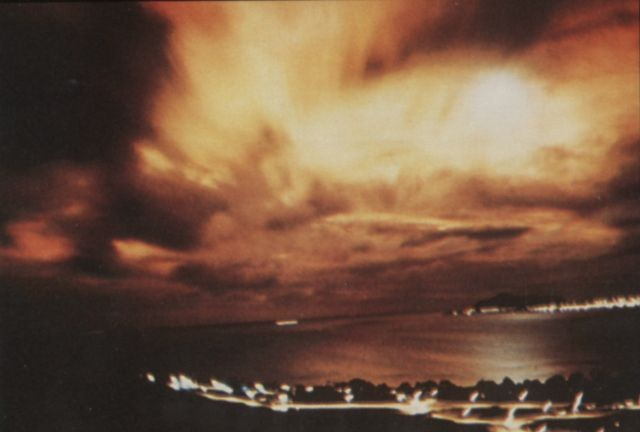
A Starfish Prime magaslégköri kísérleti atomrobbantás (400 kilométerre a Johnston-sziget felett, 1962. július 9.) által kiváltott sarki fényhez hasonló jelenség Honoluluból nézve

A Crossroads Baker (Bikini-atoll, 1946. július 25., 21 kt) víz alatti robbantás. A kísérletben többek között az atomfegyverek hadihajókra való hatását is vizsgálták, a robbantás környékén számos, a szolgálatból kivont hajót horgonyoztak le

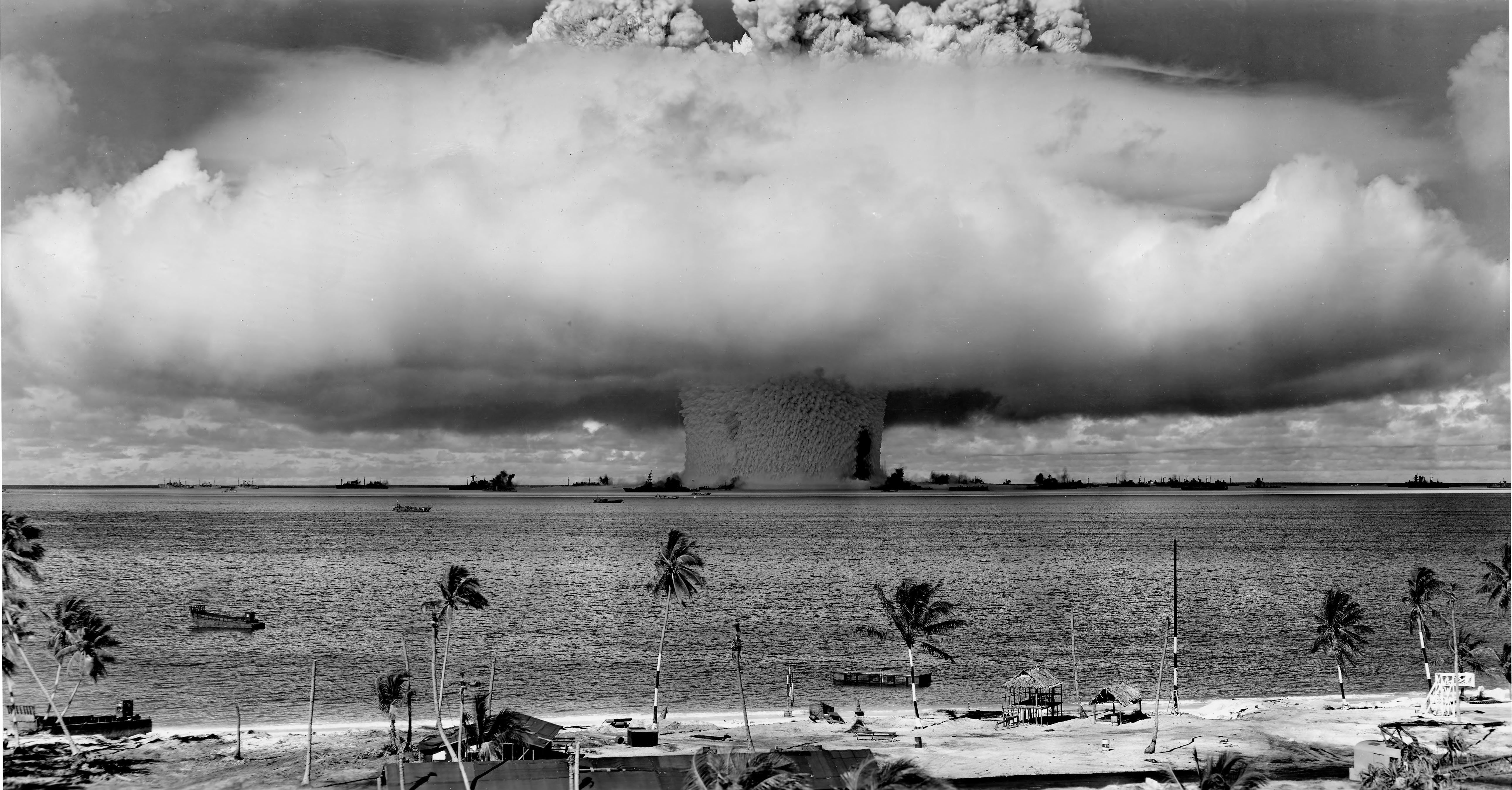
A Crossroads Baker robbantás a földről nézve

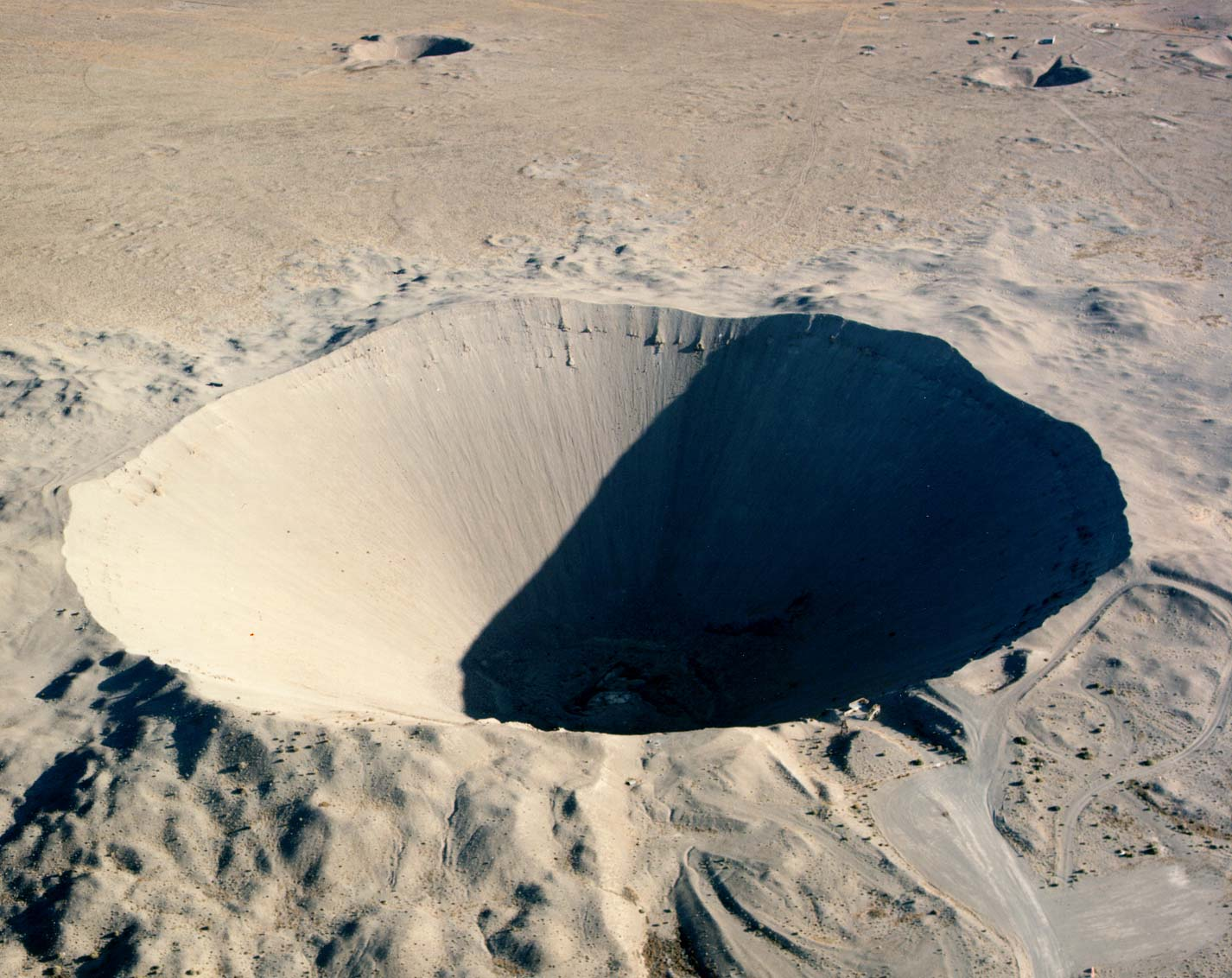
Föld alatti, polgári célú kísérleti atomrobbantás (Plowshare Sedan, Nevada, 1962. július 6.) által kivájt kráter

A maghasadásból származó energia több formában nyilvánul meg:
- Lökéshullám (40–60%)
- Elektromágneses impulzus (40–60%): a hősugárzástól kezdve a látható fényen keresztül egészen a röntgensugarakig minden frekvencia megtalálható a spektrumában.
- Radioaktív sugárzás (10–20%): főként neutron- és gamma-sugárzás. Ide tartozik a radioaktív kihullás is.

A három összetevő hatásának mértéke erősen függ a bomba hatóerejétől. Nagyjából 2,5 kt körül a három tényező nagyjából egyenrangú. Az EM-sugárzás hatótávolsága elméletileg a hatóerő négyzetgyökével arányosan nő (valójában a növekedés ettől valamivel kisebb), a lökéshullám által érintett terület a hatóerő köbgyökével, míg a primer radioaktivitás növekedése ettől is kisebb. Így egy megatonna hatóerő körüli robbanófej okozta kár szinte teljes egészét az általa létrehozott hőhatás okozza.
Az energiamegoszlásból látszik, hogy a nukleáris fegyver nem sokban különbözik a klasszikus bombáktól: jelentős romboló hatása a lökéshullámának és a hősugárzásának van. A primer radioaktív sugárzás ebből a szempontból sok esetben elhanyagolható. Lényeges különbség a felszabaduló energia mennyiségében van: egy atombomba sokkal több energiát szabadít föl sokkal rövidebb idő alatt, mint egy hagyományos kémiai alapú.
 A nukleáris fegyverek erejét a vele ekvivalens energiájú TNT tömegével jelzik, praktikussági okokból ezer tonnában (kilotonna, kt), vagy millió tonnában (megatonna, Mt) megadva. A leggyakoribb mérettartomány a 10 és 1000 kilotonna TNT hatóerő, de léteznek ennél kisebb és nagyobb hatóerejűek is. A hirosimai bomba 15 kilotonnás volt, míg a legnagyobb bomba az 50 Mt-s szovjet Cár-bomba volt.
A bomba robbanásakor a hőmérséklet a több tíz millió kelvint is elérheti. Ilyen állapotban az atomok főleg röntgensugárzás formájában adják le az energiájukat. A levegő pár méter után teljesen elnyeli a keletkezett röntgensugárzást, ezáltal hirtelen felmelegszik. Légköri detonáció esetében egy tűzgömb alakul ki, ami tágulni és egyben emelkedni kezd. Ez a tűzgömb egy 1 megatonnás bomba esetében az első ezredmásodperc után 150 m átmérőjű, míg a legnagyobb átmérője (10 másodperc után) 2200 m. A tűzgömb hirtelen tágulása összenyomja a szélén lévő hideg levegőt, akusztikus hangrobbanás-hullámot kialakítva. Egy perc után a tűzgömb kihűl, és az emelkedés megáll. Így keletkezik a jellegzetes gomba forma, ami lehet kicsapódott vízgőz, vagy földfelszíni robbanás esetében por.
A robbanás magasságának függvényében megkülönböztetünk légköri, földfelszíni, földalatti és magaslégköri robbanásokat.
A magaslégköri robbanás 30 km fölötti. A levegő ritkasága miatt a röntgensugaraknak sokkal nagyobb a hatótávolságuk (több száz km), így a keletkezett tűzgömb is nagyobb. A légkör nagymértékű ionizálása telekommunikációs rendszerek (műholdak, repülőgépek) összeomlását idézi elő. Az elektromágneses impulzus tönkre teheti a kifinomult elektronikai eszközöket. Bevetésük valószínűtlen a nagy hatótávolságuk miatt: egy ilyen bomba egy egész kontinens kommunikációs rendszerét is megbéníthatja.
A légköri robbanás magassága kevesebb mint 30 km, viszont elég magas ahhoz, hogy a tűzgömb ne érje el a Föld felszínét. A magasság változtatásával maximalizálhatjuk a légnyomási, hősugárzási vagy a radioaktív hatást. Gyalogság ellen ez a legmegfelelőbb bevetési mód, mivel nagy területen (több négyzetkilométer) égési sérüléseket okoz, és még nagyobb területen okoz szemsérülést. A radioaktív kihullás ez esetben nem a robbanás közelében ér földet.
A földfelszíni robbanás esetében a keletkezett tűzgömb hozzáér a földhöz, így a felszabadult energia egy részét a föld nyeli el. Hatása kisebb, mint a légköri robbanás esetében. A radioaktív kihullás jelentős.

### Lökéshullám
A bomba robbanásakor hirtelen felszabaduló energia egy része a bomba közvetlen közelében levő atomok hőenergiájává alakul. A nagy sebességű atomok sugarasan távolodni kezdenek a robbanás központjától, maguk előtt „tolva” a még hideg levegőt. Így egy nagyon erős lökéshullám alakul ki, amely valójában egy klasszikus akusztikus hullám. Ez a lökéshullám eleinte késik a tűzgömbhöz képest (bár így is gyorsabb, mint a hang). Abban a pillanatban, amikor a lökéshullám utoléri a tűzgömböt, a nagy nyomástól a levegő izzásig melegszik, így még egy villanás látható. A lökéshullám sebessége csökken, és egy idő után eléri a hang sebességét.
A lökéshullám jelentős károkat tud okozni: az épületek már 0,35 atmoszféra túlnyomásnál is megrongálódnak. A lökéshullámot követő szél a több száz kilométer per órás sebességet is eléri.
A lökéshullám nagysága (és hatótávolsága) nagymértékben függ a bomba nagyságától (az adatok egy tipikus légköri robbanásra vonatkoznak):
- 1 kilotonnás bomba: 0,7 km
- 100 kilotonnás bomba: 3,2 km
- 10 megatonnás bomba: 15 km

### Elektromágneses impulzus
A robbanás során jelentkező széles spektrumú elektromágneses sugárzás hősugárzás formájában fejti ki romboló hatását. A hősugárzás okozhat tüzet, égési sérüléseket, a keletkező ultraibolya sugárzás pedig ideiglenes vagy végleges vakságot. Hatótávolsága nagyobb bombáknál sokkal nagyobb, mint a légnyomásé, és jelentősen növekszik a bomba erejével. Így az egy megatonnán fölüli bombák nagyrészt gyújtóbombák.

### Radioaktív sugárzás
A nukleáris fegyver robbanását kísérő radioaktív sugárzás nemcsak a robbanáskor érzékelhető, hanem évtizedekkel utána is. Az azonnali (prompt) sugárzás az első egy percben jelentkezik, és a bombában lejátszódó magreakciók eredménye. A későbbi (visszamaradt) sugárzás viszont a robbanás során keletkezett radioaktív izotópok bomlásának eredménye.
A bomba energiájának 5%-a jelentkezik neutron- és gamma-sugárzás formájában, azonban ennek hatótávolsága rosszul skálázódik a bomba erejével. 50 kilotonnás fegyverektől kezdve a prompt sugárzás hatása elhanyagolható a hősugárzáshoz és a lökéshullámhoz képest.
A radioaktív kihullás a visszamaradt sugárzás egyik formája. A fissziós bombák robbanása során közepesen nehéz (100-as atomtömeg) bomlási termékek keletkeznek (akár 300 különböző atommag), amik nagyrészt radioaktívak. Ezek között vannak olyan elemek, amelyek felezési ideje több hónap vagy év, tehát hosszú időre veszélyt jelentenek. Másrészt a fissziós bomba nem használja el az összes hasadóképes anyagot, ami így szétszóródik a többi bomlási termékkel együtt. Ezeknek az elemeknek hosszú a felezési ideje (U-235 és Pu-239) és alfa-emitterek, így nem jelentenek nagy veszélyt.
Az erős neutronsugárzás felaktiválhatja az elemeket a bomba közvetlen közelében, amik ennek következtében radioaktívak lesznek. Egy földfelszíni robbanás esetében ezek a földben található nátrium, magnézium, alumínium és szilícium, amik béta- és gamma-sugárzással bomlanak tovább. Ez nem jelent nagy veszélyt, mert általában könnyen elhatárolható kisebb területekről van szó. A földfelszín egy része azonban el fog párologni, és idővel kis részecskékké kondenzálódik. Ezek a részecskék általában egy napon belül visszajutnak a földre, viszont a szelek által nagyobb területen szétszóródnak. Eső vagy hó fölgyorsíthatja a lecsapódási folyamatot, csökkentve az érintett terület nagyságát.
Egy légköri robbanáskor azonban a radioaktív elemek nagyon kis részecskékké alakulnak (0,1-20 mikrométer). Ezek a sztratoszférába kerülve hónapok, sőt évek után is veszélyt jelenthetnek.